# ヴァレリア・ブルーニ・テデスキ
ヴァレリア・ブルーニ・テデスキ（Valeria Bruni Tedeschi、1964年11月16日 - ）は、イタリア出身で、フランスで活躍する女優、映画監督。なお、Valeria Bruni-Tedeschi, Valéria Bruni-Tedeschi とクレジットされることもある。

## 来歴・人物
イタリア、トリノで生まれ。父は作曲家アルベルト・ブルーニ・テデスキ、母はピアニストのマリーザ・ボリーニ。地元で活発化した赤い旅団の危険な活動を避けるため、家族はパリに移住する。
パリのイタリア人学校で学ぶと共に、アトリエ座のジャン・ダルネルの演技コース、アメリカン・センターのブランシュ・サランによる演劇科予科を受講。1983年、父が1978年スポレート音楽祭の委託で作曲した歌劇《Paolino, la giusta causa e una buona ragione》のフランソワ・レシャンバック監督による映像化でシャルル・アズナヴールと共演。
この後、難関を突破し、アマンディエ劇場のナンテール演劇学校の第1期生に選ばれ、アニエス・ジャウイ、ヴァンサン・ペレーズ、マリアンヌ・ドニクールら同期と共にピエール・ロマンス、パトリス・シェローに学ぶ。
映画デビューは1986年で、これまで50本以上の作品に出演している。1993年公開の『おせっかいな天使』でセザール賞有望若手女優賞を受賞。2004年公開の『ふたりの5つの分かれ路』ではヨーロッパ映画賞女優賞の候補になった。
2003年と2007年には映画監督として2本の作品を完成している。
1996年と2003年にはフランス映画祭のゲストとして来日している。
妹はモデルで歌手、ニコラ・サルコジ仏大統領夫人のカーラ・ブルーニ。2009年にアフリカ人の赤ちゃんを養子にした。俳優のルイ・ガレルと交際し、2007年には自身の監督作『女優』でルイ・ガレルをキャスティングしていたが2012年に別れている。

## 主な出演作品
| 公開年 | 邦題 原題                                                      | 役名                       | 備考                                                             |
| ------ | -------------------------------------------------------------- | -------------------------- | ---------------------------------------------------------------- |
| 1987   | Hôtel de France                                                | ソーニャ                   | パトリス・シェロー監督                                           |
| 1987   | 恋する女 L'Amoureuse                                           | ヴァネッサ                 | ジャック・ドワイヨン監督                                         |
| 1989   | J'écris dans l'espace                                          | マルティーヌ               | ピエール・エテックス監督 中篇                                    |
| 1989   | いつか見た風景 Storia di ragazzi e di ragazze                  | ヴァレリア                 | プーピ・アヴァーティ監督                                         |
| 1990   | セ・ラ・ヴィ La Baule-les-Pins                                 | オデット                   |                                                                  |
| 1991   | L'Homme qui a perdu son ombre                                  | アンヌ                     | アラン・タネール監督                                             |
| 1992   | おせっかいな天使 Les Gens normaux n'ont rien d'exceptionnel    | マルティーヌ               | セザール賞有望若手女優賞受賞                                     |
| 1994   | 王妃マルゴ La Reine Margot                                     | 遊女                       |                                                                  |
| 1994   | 私を忘れて Oublie-moi                                          | ナタリー                   | シネクラブ上映のみ                                               |
| 1995   | 私の男 Mon homme                                               | サンギーヌ                 |                                                                  |
| 1995   | 君が、嘘をついた。 Les Menteurs                                | デイジー                   |                                                                  |
| 1996   | ネネットとボニ Nénette et Boni                                 | 銀行家の妻                 |                                                                  |
| 1996   | 彷徨う心 Le Cœur fantôme                                       | 娼婦                       | フィリップ・ガレル監督 TV放映のみ(シネフィル・イマジカ)          |
| 1996   | アンコール Encore                                              | アリエット                 | パスカル・ボニゼール監督 フランス映画祭上映                      |
| 1997   | 家 The House                                                   |                            | シャルナス・バルタス監督 第10回 東京国際映画祭シネマプリズム部門 |
| 1998   | 愛する者よ、列車に乗れ Ceux qui m'aiment prendront le train    | クレール                   |                                                                  |
| 1999   | 嘘の心 Au coeur du mensonge                                    | フェデリック・ルサージュ   |                                                                  |
| 1999   | 人生なんて怖くない La Vie ne me fait pas peur                  | エミリーの母               |                                                                  |
| 1999   | ありふれた愛のおはなし Rien à faire                            | マリー                     |                                                                  |
| 2002   | 天使の肌 Peau d'ange                                           | 弁護士                     |                                                                  |
| 2002   | 10ミニッツ・オールダー イデアの森 Ten Minutes Older: The Cello |                            |                                                                  |
| 2003   | ラクダと針の穴 Il est plus facile pour un chameau...           | フェデリカ                 | 監督・脚本・出演 フランス映画祭上映                              |
| 2004   | ふたりの5つの分かれ路 5x2                                      | マリオン                   |                                                                  |
| 2005   | 明日へのチケット Tickets                                       | 秘書                       |                                                                  |
| 2005   | ぼくを葬る Le Temps qui reste                                  | ジャニィ                   |                                                                  |
| 2005   | 不完全なふたり Un couple parfait                               | マリー                     |                                                                  |
| 2005   | ミュンヘン Munich                                              | シルヴィー                 |                                                                  |
| 2006   | プロヴァンスの贈りもの A Good Year                             | ナタリー・オーゼ           |                                                                  |
| 2007   | 女優 Actrices                                                  | マルセリーヌ               | 監督・脚本・編集・出演 TV放映のみ                                |
| 2008   | 華麗なるアリバイ Le Grand Alibi                                | エステル・バシュマン       |                                                                  |
| 2009   | リグレット（原題） Les regrets                                 | マヤ                       | フランス映画祭上映                                               |
| 2013   | イタリアのある城で Un château en Italie                        | ルイーズ・ロッシ・レーヴィ | 監督・脚本・音楽 字幕付シネクラブ上映                            |
| 2013   | ローマに消えた男 Viva la libertà                               | ダニエル                   |                                                                  |
| 2013   | 人間の値打ち Il capitale umano                                 | カルラ・ベルナスキ         | ダヴィッド・ディ・ドナテッロ賞最優秀女優賞 2016年10月公開        |
| 2014   | SAINT LAURENT/サンローラン Saint Laurent                       | ドゥーザー夫人             |                                                                  |
| 2014   | フォーティー・ラブ Terre battue                                | ローラ・ソヴァージュ       | TV5MONDEで字幕付放映                                             |
| 2015   | アスファルト Asphalte                                          | 夜勤ナース                 |                                                                  |
| 2019   | 悪なき殺人 Seules les bêtes                                    | エヴリーヌ・デュカ         | 第32回東京国際映画祭上映時のタイトルは『動物だけが知っている』   |
| 2020   | Summer of 85 Été 85                                            | ゴーマン夫人               |                                                                  |

## 参照
1. ↑  Carla Bruni ‘besotted’ after becoming aunt to African baby
2. 1 2  “伊アカデミー賞7冠、欲望が交錯する格差社会サスペンス「人間の値打ち」公開”. 映画ナタリー. (2016年10月7日) 2016年10月11日閲覧。